# 内緒で浪漫映画
「内緒で浪漫映画」（ないしょでラブストーリー）は、新田恵利の楽曲で、4枚目のシングル。1986年11月14日発売（発売元はキャニオンレコード）。

## 解説
- おニャン子クラブ卒業後の初シングル。
- 作詞した夏目純は当時『夕やけニャンニャン』をよく視聴しており、「おニャン子の人間関係を勝手に想像して楽しんでいた」という[要出典]。
- 新田はしばしば「洋服のセンスが悪い」と指摘されていたが（本人も十分に自覚していた）、このシングルのジャケット写真のような垢抜けない少女趣味のテイストの服を好んでいたため[要出典]。

## 収録曲
- 全作詞:夏目純　編曲:新川博

1. 内緒で浪漫映画
  - 作曲:尾崎亜美
2. 銀色のスーベニール
  - 作曲:高橋研

## 収録アルバム
オリジナル
- 『ritardando』 (#1,2)

ベスト
- 『新田恵利ベスト』 (#1,2)
- 『My これ!クション 新田恵利 BEST 2』 (#1)
- 『新田恵利 SINGLES コンプリート』 (#1,2)
- 『Last Message』 (#2)
- 『家宝』 (#1)
- 『おニャン子クラブA面コレクション Vol.3』 (#1)
- 『おニャン子クラブB面コレクション Vol.3』 (#2)